# SciNet Consortium
Pour les articles homonymes, voir Scinet.

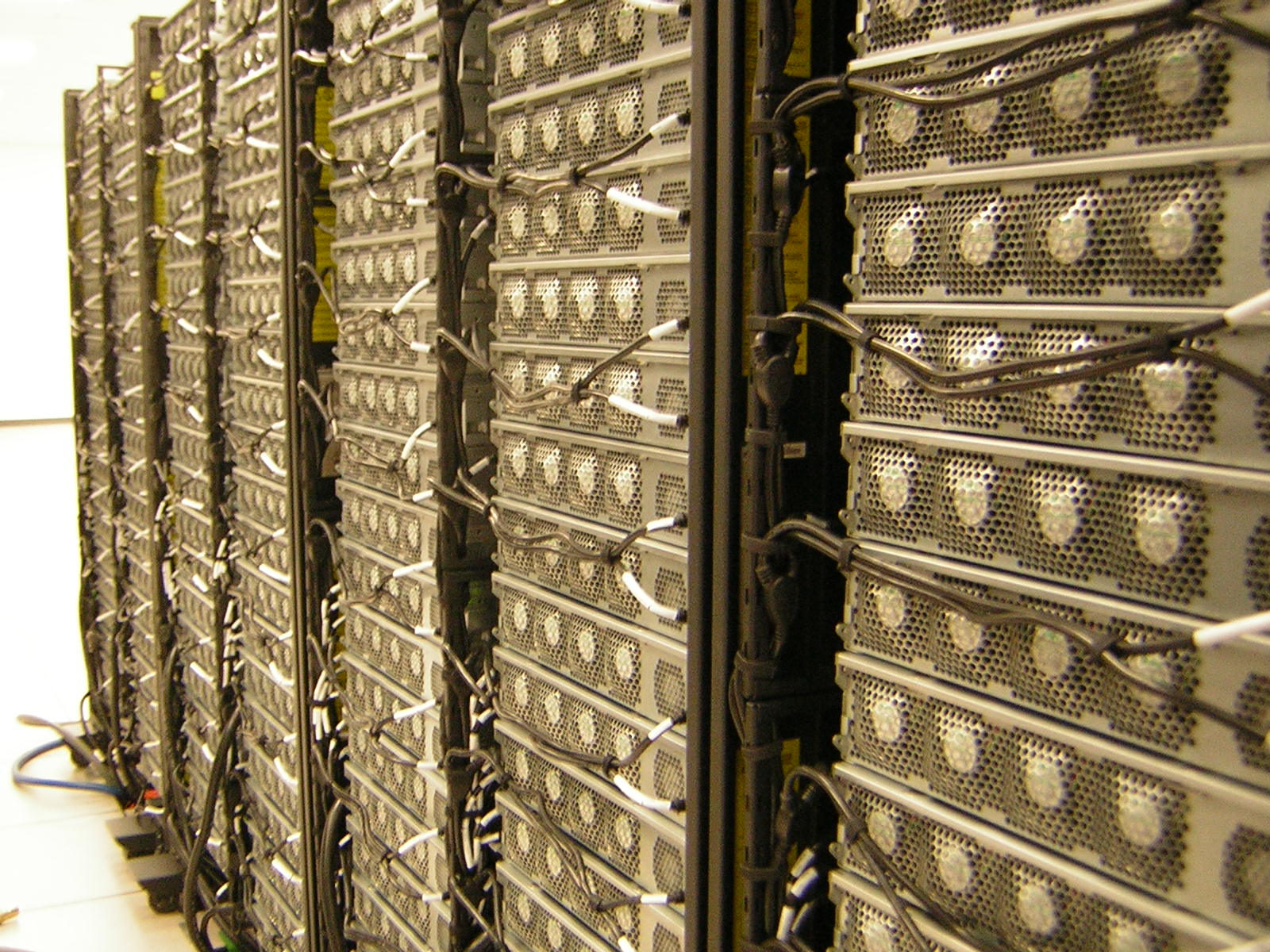
Premiers ensembles électroniques qui constituent une partie du superordinateur du SciNet

Le SciNet consortium est un consortium canadien, détenu par l'Université de Toronto et des hôpitaux ontariens affiliés, qui exploite un superordinateur. Le consortium a reçu des fonds du gouvernement du Canada, du gouvernement de l'Ontario, de l'Université de Toronto et des hôpitaux affiliés.

## Description
SciNet est l'un des sept consortiums régionaux High Performance Computing (HPC) à travers le Canada et le plus puissant HPC universitaire en dehors des États-Unis. En novembre 2008, le système en construction était classé au 53e rang parmi la TOP500. C'est aussi le seul HPC canadien qui apparaît parmi les 100 premiers de la liste. Le superordinateur est constitué de 30 240 processeurs Intel 5500 series 2,53 GHz montés dans 45 piles qui peuvent effectuer 300 téracalculs par seconde.
SciNet s'intéresse à six domaines de recherche : astronomie et astrophysique, aerospace et génie biomédical, physique des hautes énergies, calculs biologiques intégrant (integrative computational biology), physique des planètes et chimie physique théorique. Les bureaux du SciNet sont dans le campus de l'Université de Toronto situé sur St. George street, alors que le centre de données est installé dans un entrepôt à environ 30 km au nord du campus dans Vaughan.